# Blabia bicolor
Blabia bicolor är en skalbaggsart som beskrevs av Martins och Maria Helena M. Galileo 2005. Blabia bicolor ingår i släktet Blabia och familjen långhorningar. Inga underarter finns listade.